# Femina (indonezyjski tygodnik)
Femina – indonezyjskie czasopismo kobiece, które było wydawane od 1972 r. Wychodziło jako tygodnik.